# 滝川羊
滝川 羊（たきがわ ひつじ）は日本の小説家（ライトノベル作家）。
富士見書房主催の第6回ファンタジア長編小説大賞に『風の白猿神 神々の砂漠』（かぜのハヌマーン かみがみのさばく）を応募。同作品は、明らかな「続き物」であり、「読み切り」が原則とされてきたファンタジア長編小説大賞の応募要項に違反したものであったために、当時の選考委員の間で問題に挙がったが、<大賞>を受賞した（それ以後、第14回の『12月のベロニカ』貴子潤一郎著まで8年間、大賞作は選出されなかった）。
しかし第2巻は、2000年発売の月刊ドラゴンマガジン増刊『ファンタジアバトルロイヤル』に「発売間近」という旨が記載されたのみで、2020年現在も出版に至っていない。
高瀬彼方著『天魔の羅刹兵 紅道譚』（幻冬舎 幻狼ファンタジアノベルス / 2008年9月）にて帯コメントを寄せたが、これ以降小説家としての活動は現在までない。

## 作品リスト
- 『風の白猿神 神々の砂漠』 - イラスト:いのまたむつみ、メカニックデザイン：佐山善則／富士見ファンタジア文庫／1995年1月11日[2] ISBN 4-8291-2607-8